# Systasis annulipes
Systasis annulipes är en stekelart som först beskrevs av Walker 1834.  Systasis annulipes ingår i släktet Systasis och familjen puppglanssteklar. Arten är reproducerande i Sverige. Inga underarter finns listade i Catalogue of Life.